# Воронівська сільська рада (Вознесенський район)
Вороні́вська сільська́ ра́да — адміністративно-територіальна одиниця та орган місцевого самоврядування в Вознесенському районі Миколаївської області. Адміністративний центр — село Воронівка.

## Загальні відомості
- Населення ради: 1 394 особи (станом на 2001 рік)

## Населені пункти
Сільській раді були підпорядковані населені пункти:
- с. Воронівка

## Склад ради
Рада складалася з 16 депутатів та голови.
- Голова ради: Якушкін Олександр Олександрович
- Секретар ради: Рабко Ольга Миколаївна

### Керівний склад попередніх скликань
| Прізвище, ім'я, по батькові     | Основні відомості                                            | Дата обрання | Дата звільнення |
| ------------------------------- | ------------------------------------------------------------ | ------------ | --------------- |
| Якушкін Олександр Олександрович | Сільський голова, 1958 року народження, член Партії регіонів | 26.03.2006   | 31.10.2010      |
| Якушкін Олександр Олександрович | Сільський голова, 1958 року народження, член Партії регіонів | 31.10.2010   |                 |

Примітка: таблиця складена за даними сайту Верховної Ради України

### Депутати
За результатами місцевих виборів 2010 року депутатами ради стали:

#### За суб'єктами висування
| Суб'єкт висування | Кількість обраних депутатів | %   |
| ----------------- | --------------------------- | --- |
| Партія регіонів   | 16                          | 100 |

#### За округами
| № округу        | Прізвище, ім'я, по батькові       | Дата визнання обраним | Освіта           | Партійна приналежність | Відомості про обраного депутата                                        |
| --------------- | --------------------------------- | --------------------- | ---------------- | ---------------------- | ---------------------------------------------------------------------- |
| Партія регіонів |                                   |                       |                  |                        |                                                                        |
| 1               | Рудницька Людмила Андріївна       | 04.11.2010            | вища             | член Партії регіонів   | Воронівська загальноосвітня школа, директор школи                      |
| 2               | Рабко Ольга Миколаївна            | 04.11.2010            | вища             | член Партії регіонів   | Воронівська сільська рада, секретар                                    |
| 3               | Ткаченко Віктор Антонович         | 04.11.2010            | середня          | член Партії регіонів   | Воронівська амбулаторія, оператор газової котельні                     |
| 4               | Горбатюк Ірина Миколаївна         | 04.11.2010            | вища             | член Партії регіонів   | тимчасово не працює                                                    |
| 5               | Архіпова Любов Миколаївна         | 04.11.2010            | вища             | член Партії регіонів   | НВ ТОВ «Агро-Інтер», обліковець                                        |
| 6               | Тітова Зоя Леонідівна             | 04.11.2010            | вища             | член Партії регіонів   | Трикратська школа мистецтв, вчитель                                    |
| 7               | Аржанова Наталія Юріївна          | 04.11.2010            | незакінчена вища | член Партії регіонів   | Воронівська загальноосвітня школа, вчитель                             |
| 8               | Руслякова Людмила Андріївна       | 04.11.2010            | середня          | член Партії регіонів   | НВ ТОВ «Агро-Інтер», кухар                                             |
| 9               | Волкович Світлана Леонідівна      | 04.11.2010            | вища             | член Партії регіонів   | Воронівська сільська рада, інспектор по обліку                         |
| 10              | Титаренко Лілія Михайлівна        | 04.11.2010            | вища             | член Партії регіонів   | Воронівська амбулаторія, медсестра                                     |
| 11              | Заворотченко Валентина Григорівна | 04.11.2010            | вища             | член Партії регіонів   | Воронівська амбулаторія, фельдшер                                      |
| 12              | Жулай Тамара Василівна            | 04.11.2010            | вища             | член Партії регіонів   | Воронівська загальноосвітня школа, вчитель                             |
| 13              | Параконний Сергій Вікторович      | 04.11.2010            | вища             | член Партії регіонів   | Воронівська сільська рада, головний бухгалтер                          |
| 14              | Койба Марта Олексіївна            | 04.11.2010            | вища             | член Партії регіонів   | Воронівський будинок культури, директор                                |
| 15              | Копієвська Наталія Володимирівна  | 04.11.2010            | вища             | член Партії регіонів   | Територіальний центр со-ціального обслуговування, соціальний працівник |
| 16              | Кравцов Микола Володимирович      | 04.11.2010            | вища             | член Партії регіонів   | Воронівська загальноосвітня школа, вчитель                             |